# Friedemann Stallmann
Friedemann „Fred“ Wilhelm Martin Stallmann (Königsberg, 29 de julho de 1921 — Knoxville, 17 de setembro de 2014) foi um matemático teuto-estadunidense.
Stallmann estudou matemática na Universidade de Stuttgart, obtendo o diploma em 1949, com um doutorado em 1953 na Universidade de Giessen, orientado por Egon Ullrich, com a tese Konforme Abbildung von Kreisbogenpolygonen. Lá foi de 1953 a 1955 assistente e depois docente. Em 1959/1960 foi assistente na Universidade Técnica de Braunschweig e em 1960 foi para os Estados Unidos, onde dirigiu a seção de matemática  do Grupo de Pesquisas de Processamento de Dados em eletrônica médica da Veterans Administration em Washington, D.C.. Foi a a partir de 1964 professor associado e a partir de 1969 professor de matemática da Universidade do Tennessee em Knoxville.
Foi a partir de 1964 conselheiro do Laboratório Nacional de Oak Ridge.

## Obras
- com Werner von Koppenfels: Praxis der Konformen Abbildung, Springer Verlag, Grundlehren der mathematischen Wissenschaften 100, 1959